# Теорија група
Теорија група је грана математике која се бави проучавањем група. Групе су скупови са операцијом. Операција у групи мора да задовољава затвореност, и да има следећа три додатна својства: 
1. Операција мора да буде асоцијативна.
2. Мора постојати неутрал.
3. Сваки елемент мора имати одговарајући инверзан елемент.

Теорија група се користи широм математике а има и примене у физици и хемији. Групе могу бити коначне или бесконачне. Класификација коначних простих група, завршена 1983, је једно од већих математичких достигнућа 20. века.
Рана историја теорије група датира из 19. века. Једно од најважнијих математичких достигнућа 20. века био је заједнички напор, који је заузео више од 10.000 страница часописа и углавном објављен између 1960. и 1980. године, који је кулминирао потпуном класификацијом коначних једноставних група.

## Главне класе група
Опсег група које се разматрају постепено се проширио од коначних пермутационих група и посебних примера матричних група до апстрактних група које се могу специфицирати кроз презентацију помоћу генератора и релација.

### Пермутационе групе
Прва класа група која је била подвргнута систематској студији биле су пермутационе групе. Ако је дат било који скуп X и колекција G бијекција X у себе (позната као пермутације) која је затворена под композицијама и инверзима, G је група која делује на X. Ако се X састоји од n елемената, а G се састоји од свих пермутација, G је симетрична група ; генерално, свака пермутациона група G је подгрупа симетричне групе X. Једна рана конструкција по Кејлијевом предлогу је приказала било коју групу као пермутациону групу, делујући на себе (X = ) помоћу леве регуларне репрезентације.
У многим случајевима, структура пермутационе групе се може проучавати коришћењем особина њеног деловања на одговарајући скуп. На пример, на овај начин се доказује да је за n ≥ 5 алтернативна група  једноставна, тј. да не прихвата ниједну одговарајућу нормалну подгрупу. Ова чињеница игра кључну улогу у немогућности решавања опште алгебарске једначине степена  ≥ 5 у радикалима.

### Матричне групе
Следећа важна класа група је дата матричним групама, или линеарним групама. Овде је G скуп који се састоји од инверзибилних матрица датог реда n над пољем K које је затворено испод производа и инверзија. Таква група делује на n-димензионални векторски простор  линеарним трансформацијама. Ова акција чини матричне групе концептуално сличним пермутационим групама, а геометрија акције се може корисно искористити за успостављање својстава групе G.

### Трансформационе групе
Пермутационе групе и матричне групе су посебни случајеви трансформационих група: група које делују на одређеном простору X чувајући његову инхерентну структуру. У случају пермутационих група, X је скуп; за матричне групе, X је векторски простор. Концепт трансформационе групе је уско повезан са концептом симетрије групе: трансформационе групе се често састоје од свих трансформација које чувају одређену структуру.

### Апстрактне групе
Већина група које су разматране у првој фази развоја теорије група биле су „конкретне“, реализоване кроз бројеве, пермутације или матрице. Тек крајем деветнаестог века идеја о апстрактној групи као скупу са операцијама које задовољавају одређени систем аксиома почела је да се примењује. Типичан начин специфицирања апстрактне групе је кроз презентацију помоћу генератора и релација,
{\displaystyle G=\langle S|R\rangle .}
Значајан извор апстрактних група дат је конструисањем факторске групе, или количника групе, G/H, групе G помоћу нормалне подгрупе H. Класа групе поља алгебарских бројева биле су међу најранијим примерима факторских група, од велико интереса за теорију бројева. Ако је група G пермутациона група на скупу X, фактор групе G/H више не делује на X; али идеја апстрактне групе дозвољава да се може занемарити овој несклад.

### Групе са додатном структуром
Важно проширење концепта групе се дешава ако G поседује додатну структуру, посебно тополошког простора, диференцибилне многострукости или алгебарског варијетета. Ако су групне операције m (множење) и i (инверзија),
{\displaystyle m:G\times G\to G,(g,h)\mapsto gh,\quad i:G\to G,g\mapsto g^{-1},}
компатибилне са овом структуром, односно непрекидне, глатке или правилне (у смислу алгебарске геометрије) мапе, онда је G тополошка група, Лијева група или алгебарска група.

## Примене теорије група
У важније примене теорије група спада и следеће:
- Групе се често користе да ухвате унутрашњу симетрију других структура. Унутрашња симетрија структуре је обично повезана са инваријантним својством; скуп трансформација које очувавају ово инваријантно својство, заједно са операцијом композиције трансформација чини групу коју називамо симетричном групом . Види и аутоморфизам група.
- Теорија Галоа, која је историјско извориште концепта групе, користи групе да опише симетрије једначина које задовољавају нуле полинома. Решиве групе су тако назване због њихове важне улоге у овој теорији. Теорија Галоа је првобитно коришћена да докаже да полиноми петог и виших степена не могу (у општем случају) бити решени у затвореној форми на начин на који полиноми нижег степена могу.
- Абелове групе, које захтевају и својство комутативности {\displaystyle a\cdot b=b\cdot a}, леже у основи неколико других структура које се проучавају у апстрактној алгебри, као што су прстени, поља и модули.
- У алгебарској топологији, групе се користе да опишу инваријанте тополошких простора. Оне се називају инваријантама јер су дефинисане на такав начин да се не мењају ако се простор подвргне некој деформацији.
- Концепт Лијевих група (добио име по математичару Софус Ли) је важан у проучавању диференцијалних једначина и многострукости; оне комбинују анализу и теорију група и то их чини одговарајућим објектима за описивање симетрија аналитичких структура. Анализа на овим и другим групама се зове хармоничка анализа.
- Разумевање теорије група је такође важно у физици и хемији. У физици, групе су важне јер описују симетрије за које изгледа да их поштују закони физике. Физичари су врло заинтересовани за репрезентације група, посебно Лијевих група, јер ове репрезентације често указују на могуће физичке теорије.
- У хемији, групе се користе да класификују кристалне структуре, регуларне полиедре и симетрије молекула. Теорија група помаже у одређивању физичких својстава (као што су поларност и хиралност), спектроскопских својстава, и у конструисању молекуларних орбитала.
- Теорија група има широку примену у криптографији. Врло велике групе простог реда се конструишу дефинисањем елиптичких кривих над коначним пољима.